# Два мула для сестры Сары
«Два му́ла для сестры́ Са́ры» (также «Мулы сестры Сары»; англ. Two mules for sister Sara, исп. Dos mulas y una mujer) — американо-мексиканский кинофильм 1970 года в жанре вестерн.

## Сюжет
Сюжет фильма разворачивается во время франко-мексиканской войны 1861—1867 гг. Авантюрист Хоган спасает монахиню Сару от изнасилования тремя бандитами, которых он убивает. Выяснилось, что Сара вступила в группу мексиканских революционеров, борющихся против французов. Ранее Хоган договорился оказать помощь отряду мексиканских патриотов под командованием полковника Бельтрана. Цель отряда — французский гарнизон в одном из городков. Хогану в награду обещана гарнизонная казна, если всё пройдёт успешно. Когда Сара просит Хогана взять её с собой, тот соглашается. 
Хоган оказывается ранен индейской стрелой, но Сара помогает её извлечь. Хоган с помощью Сары взрывает мост с французским поездом, везущим боеприпасы гарнизону. Постепенно Хоган начинает чувствовать влечение к Саре, но её сан не оставляет ему шансов... Вновь выйдя на мексиканского полковника, они разрабатывают план нападения на французов. Сара собирает у сочувствующих мексиканцев украшения и деньги, на которые Хоган закупает в Техасе порох. Вернувшись в Мексику с взрывчаткой, Хоган, Сара и повстанцы заканчивают подготовку к нападению. Гарнизон, который по первоначальному плану должен был потерять боеспособность из-за празднования Дня взятия Бастилии, находится готовым к отражению нападения. Французов встревожило нападение на поезд, и они отменили празднование. Сара предлагает вариант, когда часть повстанцев пройдет в гарнизон через подземный ход из городского борделя. Вот так Хоган узнает, что Сара вовсе не монахиня, а работница публичного дома. Она курит, умеет ругаться и не по-монашески легко употребляет спиртные напитки.
Отряд с помощью военной хитрости проникает в расположение противника и застает французов врасплох. Во время боя Хоган демонстрирует большую храбрость и изобретательность. Вражеский полк терпит поражение. Как и было обещано, наёмник получает свою долю денег. Но главной наградой для Хогана становится любовь Сары.

## В ролях
- Ширли Маклейн — Сара
- Клинт Иствуд — Хоган
- Мануэль Фабрегас[a] — полковник Бельтран
- Альберто Морин — генерал Леклер
- Хосе Анхель Эспиноса — французский офицер

## Производство
Фильм был отснят в живописном районе неподалёку от городка Тлайякапан (в центре Мексики). Бюджет фильма составлял 4 000 000 долларов.
Интересно, что в первоначальном варианте сценария проститутка Сара не изображала монахиню, а должна быть в образе обычной мексиканской девушки. Изменение сценария вызвало недовольство со стороны главного сценариста Альберта Мальца.

## Релиз
Кассовые сборы от фильма в США составили $ 4 700 000. В дальнейшем фильм вошёл в «Тысячу лучших фильмов всех времён», и получил умеренные отзывы критиков.

## В поп культуре
- Американский комментатор Кейт Обделманн в одном из телеэфиров назвал Сару Пейлин «сестрой Сарой».
- Рок-музыкант Элис Купер в своём альбоме Dragontown представил композицию «Sister Sara», в которой велось повествование о монахине, которая погрязла в своих грехах.

### Комментарии
1. ↑  в титрах — Маноло Фабрегас